# Afuste

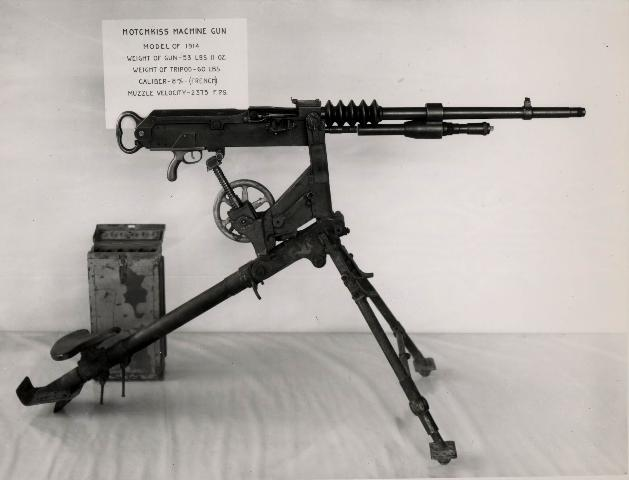
Ametralladora Hotchkiss sobre su afuste tipo trípode. Nótese el asiento para el tirador que tiene la pata trasera (parte izquierda de la fotografía).

Se llama afuste a la pieza o mecanismo sobre el que se instala un arma de fuego para facilitar su disparo en el caso de que el cuerpo principal del arma no sea soportado directamente por el o los operarios del disparo. 
Por ejemplo, pistolas, revólveres y fusiles no disponen de afustes desde los que ser disparados puesto que estas armas no son excesivamente pesadas y pueden ser enteramente soportadas y manipuladas por sus tiradores en el momento de ser disparadas. 
En cambio, cañones de campaña, cañones embarcados en buques, ametralladoras o cañones automáticos embarcados en aeronaves o ametralladoras destinadas a la infantería son armas demasiado pesadas como para ser soportadas por sus operarios y por tanto son también demasiado pesadas como para que el disparo sea mínimamente eficaz. 
Por eso se las dispone sobre un afuste adecuado, como por ejemplo la cureña de un cañón de campaña, la torreta de un buque, el afuste (pie, bípode o trípode) de una ametralladora, o, en el caso de armas embarcadas a bordo de una aeronave, algún afuste apropiado, como por ejemplo un anillo Scarff (en aviones británicos) o una torreta esférica Sperry (en la panza de bombarderos estadounidenses, como el Boeing B-17 Flying Fortress).